# Lars Rieger
Lars Rieger (* 29. April 1978 in Dresden) ist ein deutscher Kommunal- und Landespolitiker (CDU). Er ist seit 2015 Bürgermeister der Stadt Schweich und wurde bei der Landtagswahl in Rheinland-Pfalz 2021 in den Landtag von Rheinland-Pfalz gewählt.

## Leben
Nach der Mittleren Reife absolvierte Rieger von 1994 bis 1997 eine Ausbildung zum Bankkaufmann bei der damaligen Stadtsparkasse Dresden (heute: Ostsächsische Sparkasse Dresden), wo er nach Ausbildungsende als Privatkundenberater übernommen wurde; im April 2001 wechselte er zu einer Bank nach Luxemburg.
In seiner Schweicher Heimat-Pfarrei St. Martin engagiert er sich als Lektor in den Gottesdiensten sowie als Mitautor der jährlich erscheinenden Pfarrzeitung. Er ist Vorsitzender des Vereins "Kultur in Schweich e. V." und "Stadtwoche Schweich e. V.".
Rieger ist verheiratet, römisch-katholisch, hat keine Geschwister und lebt seit 2008 in der Stadt Schweich.

## Partei
Rieger ist seit 1998 Mitglied der CDU. Vom 22. Oktober 2009 bis zum 26. Januar 2016 war er Vorsitzender des CDU/CSU-Freundeskreises Luxemburg. Sein Engagement dort begründete er immer wieder damit, dass die Unionsparteien vor allem bei Bundestagswahlen ihr Potential gerade auch bei den Auslandsdeutschen ausschöpfen müssen, weshalb er immer wieder prominente Gäste für Vorträge in Luxemburg gewinnen konnte (bspw. Peter Altmaier, Luc Frieden, Thomas de Maizière, Bernhard Vogel, Stephan Toscani, Viviane Reding, Alois Glück, Udo Di Fabio, Volker Kauder, Annette Schavan, Horst Teltschik, Norbert Lammert, Wilhelm Molterer, Erwin Teufel, Peter Tauber und viele andere mehr).
Im Januar 2013 übernahm er den Vorsitz im CDU-Stadtverband Schweich, den er bis heute innehat.
Nachdem der langjährige Vorsitzende des CDU-Kreisverbandes Trier-Saarburg, Arnold Schmitt, beim Kreisparteitag der Union am 19. Oktober 2019 nicht wieder kandidierte, setzte sich Rieger mit 135 Stimmen gegen seinen Kontrahenten Sascha Kohlmann (96 Stimmen) im Rennen um den Kreisvorsitz durch.

## Politik
Nach dem überraschenden Rücktritt des Schweicher Stadtbürgermeisters Otmar Rößler im April 2015 wurde Rieger durch die Schweicher CDU als Kandidat für die Stadtbürgermeisterwahl  nominiert. Mitbewerber war der langjährige Beigeordnete und Vorsitzende der SPD-Stadtratsfraktion, Achim Schmitt, dem als Ur-Schweicher größere Chancen auf den Gewinn der Wahl eingeräumt wurden. Überraschend siegte jedoch Rieger als Nicht-Schweicher bei der Wahl am 12. Juli 2015 mit 65,4 % der Stimmen und konnte somit nach 21 Jahren das Amt des Stadtbürgermeisters für die CDU zurückgewinnen. Er wurde am 30. Juli 2015 im Stadtrat vereidigt und in sein Amt eingeführt. Bei der Wiederwahl anlässlich der Kommunalwahlen am 26. Mai 2019 konnte er seinen Stimmenanteil – dieses Mal als alleiniger Kandidat – ausbauen und wurde mit 76,8 % der Stimmen im Amt bestätigt.
Im Rahmen der Kommunalwahlen 2019 trat er zudem erstmals für den Kreistag Trier-Saarburg an. Auf Platz 9 der CDU-Liste gestartet, erreichte er das sechstbeste Stimmenergebnis und zog somit in den Kreistag ein. Als Listenführer der CDU-Stadtratsliste erreichte er mit einem ausgewogenen Team, entgegen dem Bundestrend, 42,8 % der Stimmen für die CDU und konnte dadurch zwei zusätzliche Sitze für die CDU im Stadtrat erringen.
Seit dem Sommer 2019 ist er Mitglied des Verwaltungsrates der Sparkasse Trier.
Am 6. Februar 2020 wurde er zum Vorsitzenden des Arbeitskreises "Ortsgemeinden und ehrenamtlich geführte Städte" beim Gemeinde- und Städtebund Rheinland-Pfalz gewählt.
Bei der Landtagswahl in Rheinland-Pfalz 2021 kandidierte er im Wahlkreis Trier/Schweich und konnte das Direktmandat gewinnen. Er erhielt 33,6 % der Stimmen im Wahlkreis.